# Ralf Nyberg
Ralf Nyberg (ofta Ralph Nyberg), född 10 oktober 1938 i Göteborg, var en mångårig spelare i IFK Göteborg och är son till landslagsspelaren Arne Nyberg.
Nyberg, som blev svensk mästare med IFK Göteborg 1957/58 , spelade under åren 1956-1959 och 1963-1966 sammanlagt 91 matcher för IFK Göteborg, och tog sig fram genom föreningens ungdomsverksamhet innan debuten i A-laget, och räknas därför av föreningen som en egen produkt.
Hans far, Arne Nyberg, gjorde 469 A-lagsmatcher för IFK Göteborg, och räknas som en av föreningens främsta legendarer med över 20 individuella klubbrekord.
Ralf Nyberg debuterade för IFK Göteborg i en vänskapsmatch borta mot finländska Ilves-Kissat den 22 juli 1957 och gjorde därefter sin debut i Allsvenskan den 20 april året därpå mot Helsingborgs IF. Den 20 augusti 1958 debuterade han i Sveriges U21-landslag.

## Meriter

### I klubblag
IFK Göteborg
- Svensk mästare 1957/58